# USS Sculpin (SS-191)
USS Sculpin (SS-191) – amerykański okręt podwodny typu Sargo. Zwodowany 27 lipca 1938 roku w stoczni Portsmouth Naval Shipyard, wszedł do służby w United States Navy 16 stycznia 1939 roku. Został zatopiony 19 listopada 1943 w czasie wojny na Pacyfiku, w wyniku ataku japońskiego niszczyciela „Yamagumo”. Uszkodzony bombami głębinowymi, został zmuszony do wynurzenia w celu ratowania załogi, po czym zatonął pod ogniem artyleryjskim niszczyciela.
42 członków załogi okrętu zostało podjętych z wody przez japońską jednostkę, jednak jeden z nich - ciężko ranny został wyrzucony za burtę do wody. Pozostali ocaleni członkowie załogi zostali zabrani do japońskiej bazy na wyspie Chuuk, gdzie zostali poddani przesłuchaniom, po czym umieszczeni w dwóch zmierzających w stronę Japonii lotniskowcach eskortowych, „Chūyō” i „Unyō”. „Chūyō”, przewoził pod pokładem 21 rozbitków z USS „Sculpin” (SS-191), gdy został 4 grudnia 1943 roku storpedowany i zatopiony przez bliźniaczy amerykański okręt podwodny USS „Sailfish” (SS-192). W wyniku amerykańskiego ataku na japońską jednostkę, ocalał tylko jeden członek załogi „Sculpina”, który został uratowany przez  japoński niszczyciel „Urakaze”. Pozostali przeżyli niewolę w obozach w Japonii.